# Фока Пауталийски
Фока Пауталийски (живял през VI век) е византийски духовник, епископ на Пауталия, дн. Кюстендил.
През 553 г. при император Юстиниан I (527 – 565), в Константинопол е свикан „Петия вселенски събор“. 156 делегати, сред които е и пауталийският епископ Фока (Phocas religiosissimus episcopus Potaliensis) осъждат възгледите на Ориген (185 – 254) и Евгарий (+ 399), а Теодор Мопсуетски е анатемосан.